# Amiga 4000T
Amiga 4000T, была выпущена в 1994 году, как модификация Amiga 4000 в корпусе типа башня. Первоначально, Amiga 4000T производились Commodore и были попыткой запоздало среагировать на изменение корпусов персональных компьютеров других платформ, незадолго до краха. Компьютер поставлялся с предустановленной CPU-картой содержащей процессор Motorola MC68040 25 МГц. После банкротства  Commodore в 1995 году, новый владелец Amiga, компания ESCOM возобновила производство Amiga 4000T. Этот компьютер поставлялся с CPU-картой содержащей процессор Motorola MC68060 50 МГц. 
На Amiga 4000T не экономили как на прочем модельном ряде, это единственная Amiga имеющая на материнской плате и SCSI-2 и IDE ATA интерфейсы. Что в свою очередь привело к необходимости вынесения ряда функций из Kickstart в загружаемую часть AmigaOS. Поэтому, Amiga 4000T ещё и единственная из модельного ряда Amiga требующая наличия файла LIBS:workbench.library в AmigaOS. Также, это единственная Amiga материнская плата которой соответствует форм-фактору Baby AT, одна из немногих поставлявшихся с LiIon батареей, а не NiCd.
Это последний high-end персональный компьютер произведённый корпорацией Commodore. Производство было налажено незадолго до продажи всех активов, поэтому удалось произвести всего несколько сотен компьютеров. В модификации производимой ESCOM, помимо выбора процессора MC68060 (считающегося «венцом» CISC-технологии), были и другие незначительные изменения. Например, замена 3,5" дисковода с высокой плотностью записи 1,76 Мб, на обычный 1,44 Мб вариант (двойная плотность записи). Все партии, которые ESCOM ещё только планировали произвести, были распроданы до начала производства.